# Funck
Funck本名陳宇任（1976年2月7日—），台灣音樂詞曲創作人，曾創作的歌曲包括王力宏《心中的日月》、S.H.E《金鐘罩鐵布衫》、蕭亞軒《來自第五大道的明信片》、庾澄慶《對峙》、萬芳《月亮公園》等歌曲。曾發行線上音樂作品《大家都愛孫中山》首張個人專輯。
2012年成立台北公案樂團，以直接犀利的詞曲架構，探討都市人所面對的各項生活議題。台北公案樂團曾獲「2014海洋音樂祭-海洋之星大獎」、「Street Voice 2014 年度十大新團」。
2016年發表《子魚》單曲，僅管已解釋創作動機，卻仍然引起大批周子瑜粉絲不滿，短短一天超過百則批評留言，更有網友戲稱台北公案為黃安後代。

## 外部連結
台北公案官方網站（页面存档备份，存于）
台北公案粉絲團（页面存档备份，存于）